# 韩明 (北朝)
韩明（6世纪—580年），北周武将，韩果子。建德初年因韩果去世，继承韩果褒中郡公的爵位。建德五年（576年）十月，周武帝讨伐北齐，命大将军韩明率步骑五千守齐子岭。周武帝因此战而灭齐。
大象末年，韩明官至上大将军、黎州刺史，参与尉迟迥之乱，被诛。